# Оттяжка (кулинария)

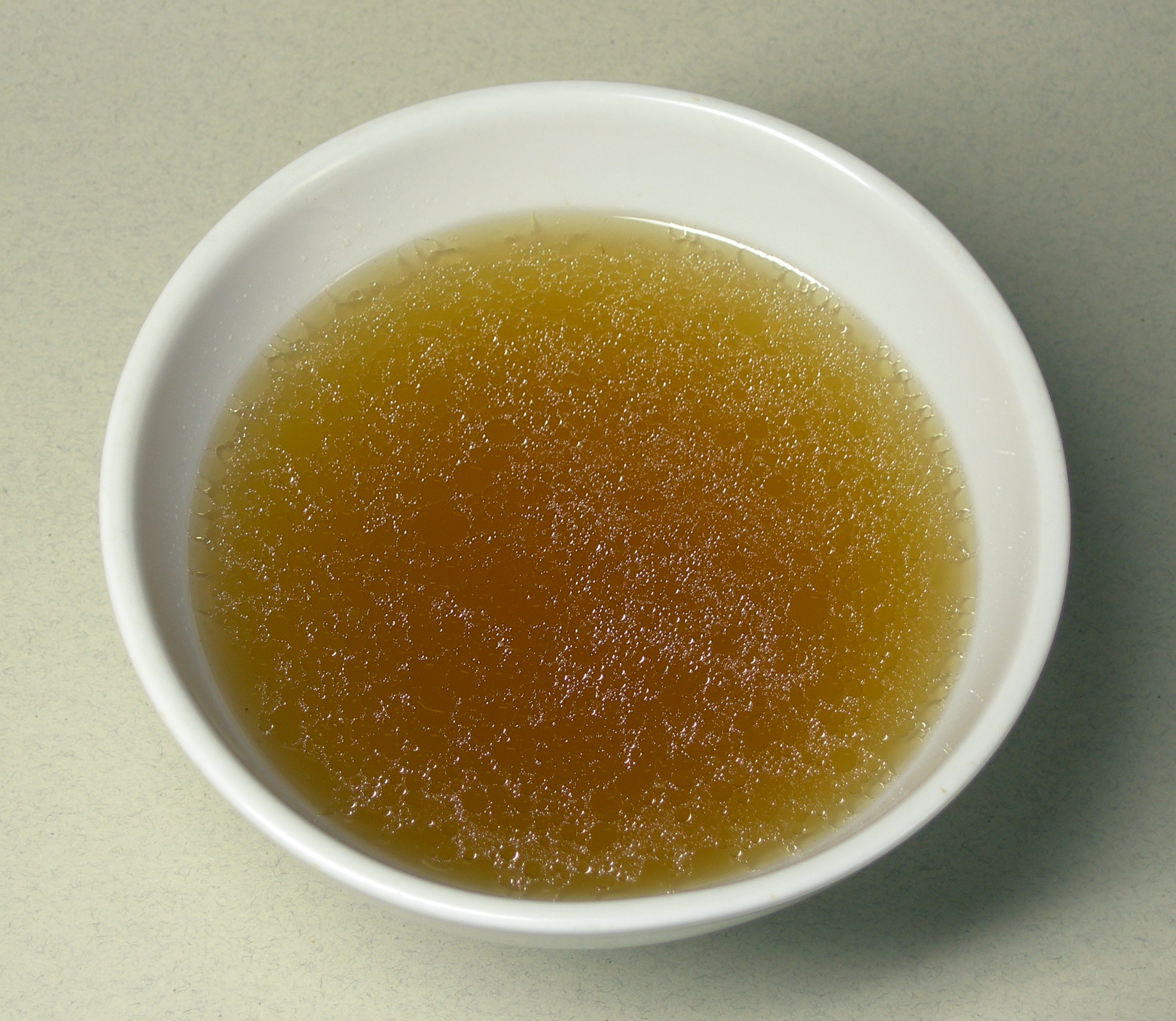
Осветлённое консоме

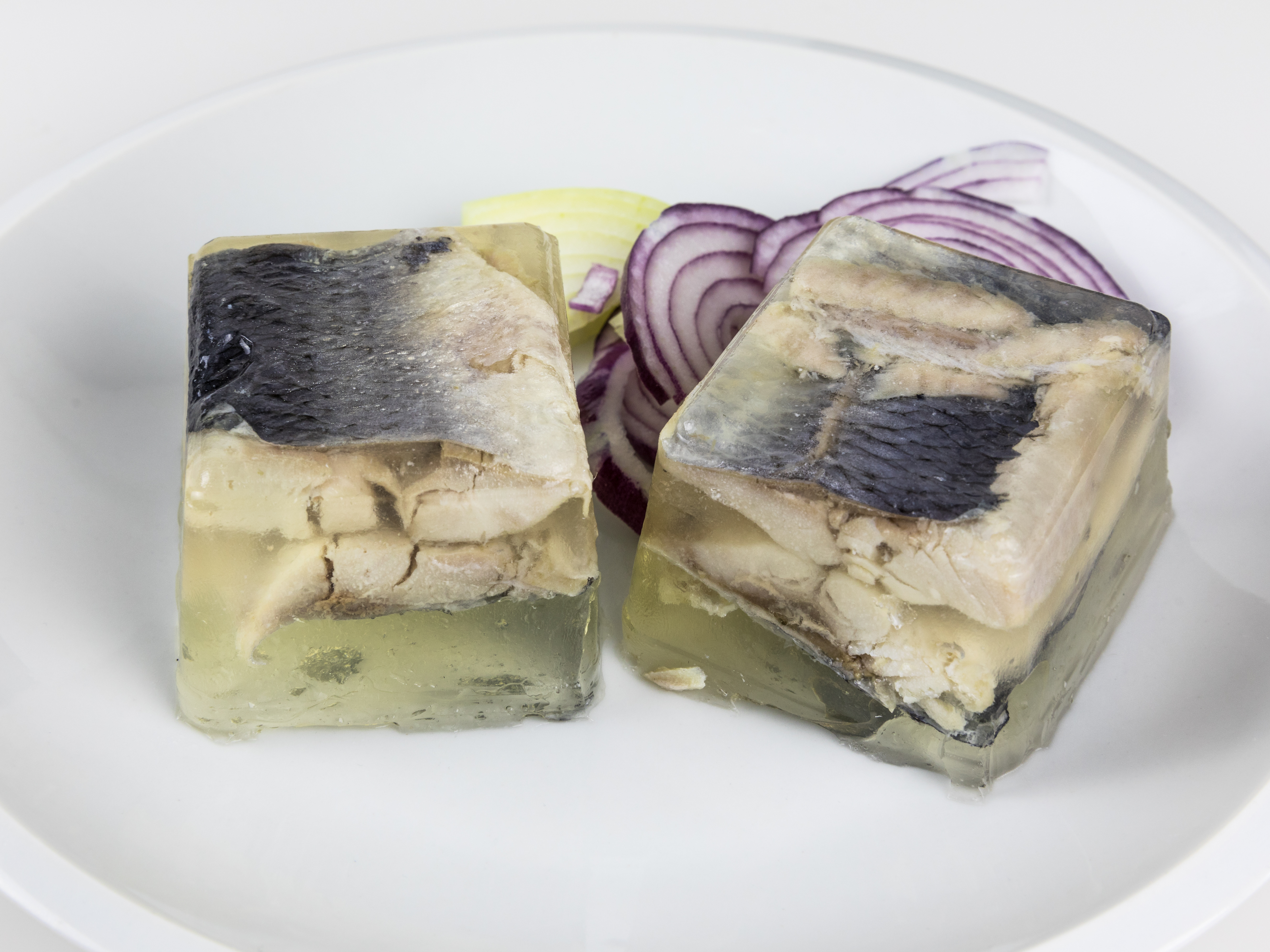
Сельдь в прозрачном ланспике

Оття́жка, оттягивание — кулинарный приём осветления мясных и рыбных бульонов, а также фруктовых соков и сиропов при помощи сырых белков (взбитых яичных белков, измельчённой говядины или морской рыбы). В процессе кипячения белковая оттяжка свёртывается, образует пористую массу и вбирает в себя из очищаемого бульона все взвешенные частицы примесей, и жидкость после процеживания приобретает дополнительную крепость, прозрачность и более аппетитный вид. На основе осветлённых и обезжиренных бульонов готовят прозрачные супы, консоме и ланспики, из осветлённых фруктовых соков — желе.
Мясные бульоны оттягивают охлаждённым фаршем из постной котлетной говядины, иногда смешанной с яичными белками и холодной водой, бульоны из птицы — костями кур и индеек, например, куриной шейкой. Не подлежат осветлению костные бульоны и бульоны, сваренные из грудинки, поскольку они содержат большое количество эмульгированного жира. Рыбные бульоны осветляют оттяжкой из икры частиковых рыб, взбитых белков и овощей. Для осветления немясных продуктов используются только белки, взбитые с холодной водой или белым вином.